# جون مويا
جون مويا (بالإسبانية: Jon Moya Martín)‏ هو لاعب كرة قدم إسباني في مركزي ظهير ‏ وقلب الدفاع، ولد في 5 يناير 1983 في باراكالدو في إسبانيا. شارك مع منتخب إسبانيا تحت 16 سنة لكرة القدم ومنتخب إسبانيا تحت 17 سنة لكرة القدم ومنتخب إسبانيا تحت 19 سنة لكرة القدم. أما مع النوادي، فقد لعب مع أتلتيك بيلباو ب وأتلتيك بيلباو وديبورتيفو ألافيس ونادي إيبار ونادي باراكالدو ونادي باسكونيا ونادي لاردة.

## وصلات خارجية
- جون مويا على موقع قاعدة بيانات كرة القدم.إي يو (الإنجليزية)
- جون مويا على موقع Soccerway.com (الإنجليزية)